# قيس (اسم)
قَيْس هو اسم علم شخصي عربي مذكر معناه مأخوذ من القساوة، يعتبر من أكثر الأسماء شعبية في العالم العربي، ولهذا الاسم تاريخ منذ عصر الجاهلية وكان اسم لعدة قبائل عربية.

## قبائل
- قيس عيلان جد جاهلي تنتسب له جميع القبائل القيسية.

## شخصيات تاريخية
- قيس الحدادية شاعر عربي قديم
- قيس بن الملوح شاعر عربي قديم
- قيس بن الخطيم شاعر عربي
- قيس بن ذريح شاعر عربي قديم
- قيس بن عاصم التميمي صحابي
- قيس بن سعد بن عبادة صحابي
- قيس بن هبيرة صحابي
- قيس بن مسهر الصيداوي شخصية دينية شيعية
- قيس بن الهيثم السلمي والي عربي

## شخصيات في العصر الحديث
- قيس النوري عالم اجتماع عراقي
- قيس ناشف ممثل فلسطيني
- قيس الشيخ نجيب ممثل سوري
- قيس الخزعلي سياسي ورجل دين عراقي
- قيس الخنجي رجل أعمال عُماني
- قيس اليعقوبي لاعب ومدرب كرة قدم تونسي
- قيس الغضبان لاعب كرة قدم تونسي
- قيس الهلالي رسام كاريكاتير ليبي
- قيس سعيد سياسي تونسي
- قيس الرضواني إعلامي ومنتج سينمائي